# Хохлатая расписная синичка
Хохла́тая расписна́я сини́чка (лат. Leptopoecile elegans) — вид воробьиных птиц из семейства длиннохвостых синиц (Aegithalidae).

## Описание
Тело красноватое с синим. Хвост изумрудно-зелёный.

## Распространение
Встречается в Китае и, возможно, в Индии. Естественная среда обитания — хвойные бореальные леса.
МСОП присвоил виду охранный статус «Вызывающие наименьшие опасения» из-за размера ареала, численность вида и её динамика остаются недостаточно изученными.